# Konklávé

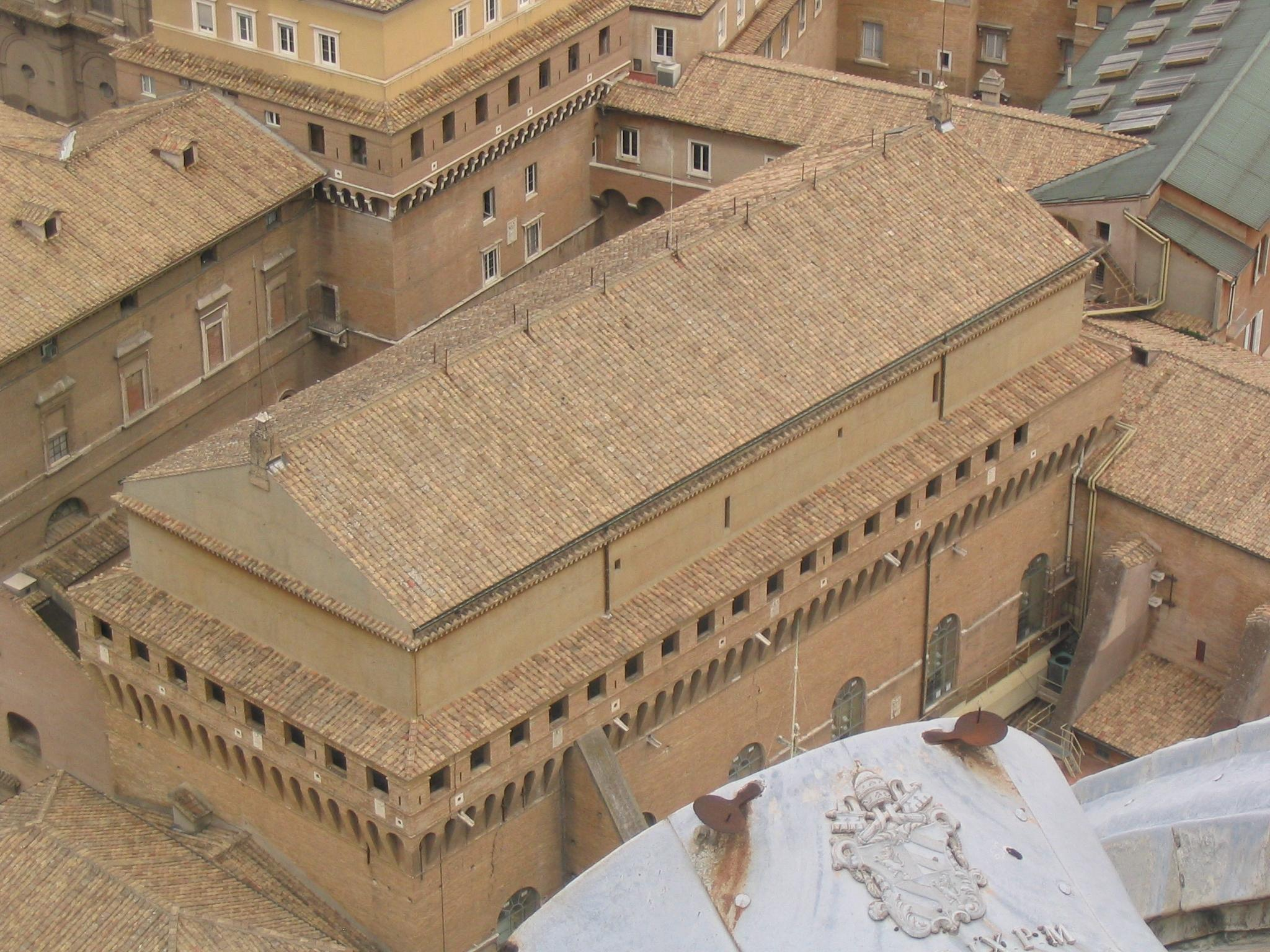
A pápai konklávék helyszíne 1492-ben volt először a római Sixtus-kápolna, 1878 óta pedig mindegyik konklávét ott tartják

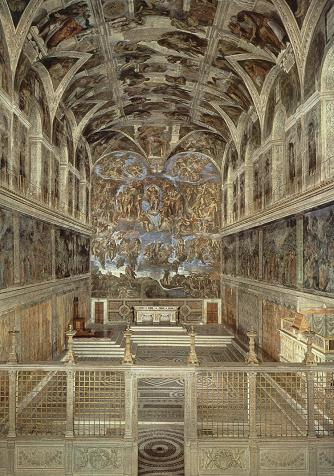
Az 1878-as pápaválasztó bíboros testület kamarásának Gioacchino Pecci grófnak, a későbbi XIII. Leó pápának javaslatára vált a Sixtus-kápolna belső tere a konklávé helyszínévé.

A konklávé a római katolikus egyház által 1274-ben létrehozott alkalmi intézmény, melynek feladata a mindenkori új pápa megválasztása. A szó jelentése arra utal, hogy a pápát választó testületet befogadó helyiséget kulcsra zárják (a latin cum ’-val, -vel’ és clavis ’kulcs’ szavakból). A helyiséget egy időben be is falazták – a bentiek csak élelmet kaphattak –, hogy a döntés ne húzódjon el, és azt mások ne befolyásolják. VI. Pál döntései (Ingravescentem aetatem, 1970, illetve Romano Pontifici eligendo, 1975) alapján csak a 80 évnél fiatalabb bíborosok vehettek részt mind a választás folyamatában, mind a megfigyelésben, a testület maximális létszáma pedig 120 fő. II. János Pál is változtatott a szabályokon (Universi Dominici gregis, 1996): a lényeges szabályok megtartása mellett kizárt két évszázadok óta nem alkalmazott döntési módot – a konklávé közfelkiáltással és megegyezéssel nem, csak szavazással dönthet –, a bíborosok szállásául a szintén a Vatikánban levő Domus Sanctae Marthae kényelmesebb épületét jelölte ki, valamint újra lehetővé tette a nyolcvan évnél idősebb bíborosok részvételét az előkészületi fázisban, rájuk bízta a közös imák vezetését, de a szavazásból továbbra is kizárta őket. A szabályozást a jelenlegi formában XVI. Benedek pontosította (Motu Proprio de Aliquibus Mutationibus, 2007), aki a 2013. február 28-i lemondása előtt még módosított néhány szabályt.

## Története
A szigorúbb szabályok bevezetésére X. Gergely pápát I. Károly szicíliai király vette rá azok után, hogy IV. Kelemen pápa halálát követően 1268-tól három éven keresztül sem tudtak a bíborosok döntésre jutni. A szigorú szabályok enyhítését hozta II. János Pál pápa pápaválasztási reformja (az 1996-ban elfogadott Universi Domini Gregis), melynek keretében többek között a pápaválasztó bíborosok lakhelyének kérdésében is enyhítést hozott, mivel ők immár a Ospizio Santa Marta épületében kerülnek elhelyezésre. A 19. század vége óta a konklávé helyszíne a Sixtus-kápolna, az akkori pápaválasztó bíboros testület kamarásának (Gioacchino Pecci bíboros, a későbbi XIII. Leó pápa) javaslatára.

## A választás módja
A feladatok nagy részét a Bíborosi Kollégium dékánja végzi. Ha bármilyen okból (kora, egészségi állapota stb.) nem tudja ellátni a feladatát, akkor az aldékán lép a helyére, ha ő sem, akkor a rangidős bíboros.
Mivel a Bíborosi Kollégium egy kis létszámú testület, mindig is léteztek tervek a bővítésre, például a Püspöki Szinódusra történő leváltására. Jelenleg a szinódus csak a pápa összehívására állhat fel, de még ha ez, vagy egy ökomenikus tanács is össze van hívva a választás idején, abban akkor sem vehetnek részt, sőt tevékenységüket az új pápa hivatalba lépéséig felfüggesztik.
Pápaválasztásra alapvetően kétféle okból kerülhet sor. Az első és leggyakoribb ok az előző pápa halála. Ennek tényét a bíboros kamarás, a camerlengo hirdeti ki, mégpedig a pápa valódi (nem felvett) keresztnevének említésével. Ezután bejelenti a pápai trón megüresedését (ez az úgynevezett sede vacante), majd magához veszi a halászgyűrűt, amit a pápa viselt. Ezt és a pápai pecsétet később megsemmisítik a Bíborosi Kollégium jelenlétében – régen ennek gyakorlati okai voltak, el kellett kerülni például az okirathamisítást, ma lényegében már csak szimbolikus jelentősége van.
Sede vacante idején a pápai feladatok egy része a Bíborosi Kollégiumra száll, de csak korlátozott mértékben. Ez hívja össze a bíborosokat, akinek kötelességük megjelenni, kivéve ha egészségi állapotuk nem teszi lehetővé vagy már elmúltak 80 évesek. Ezek az idős bíborosok is részt vehetnek ugyan, de csak megfigyelőként, tehát nem szavazhatnak.
A napi ügyeket a bíboros kamarás intézi, három segítővel (egy bíboros, egy pap és egy diakónus), akiket háromnaponta lecserélnek. A bíboros kamarás felel többek között a választás titkosságáért. Ez idő alatt szervezik meg a pápa temetését, amelyre a hagyomány szerint 4-6 nappal a halálát követően sort kell keríteni, és biztosítani kell, hogy a zarándokok leróhassák kegyeletüket. Ezt követi a 9 napos gyász időszaka, valamint a konklávé kezdetének kitűzése. Erre legkorábban a pápa halálát követő 15. napon kerülhet sor, de lehet akár a 20. napon is, ha a bíborosoknak nagy nehézségbe ütközne idejében odaérni a Vatikánba.
Megürülhet azonban a pápai hivatal lemondással is. XVI. Benedek pápa 2013-as lemondását megelőzően erre utoljára 1415-ben került sor, XII. Gergely pápa által. Az Universi Dominici gregus is számol ezzel a lehetőségekkel, és a fent tárgyalt procedúrát a megfelelő eltérésekkel rendeli alkalmazni. A halászgyűrűt a bíboros kamarás veszi őrizetébe, majd a Bíborosi Kollégium jelenlétében egy kis ezüstkalapáccsal X-et üt bele, hogy többé ne lehessen használni. "A világ világossága" című könyvében XVI. Benedek pápa teológiai érvekkel is alátámasztotta, hogy ha az egészségi állapota nem teszi lehetővé, hogy ellássa feladatát, a lemondás elfogadható.

### A választás kezdete előtt

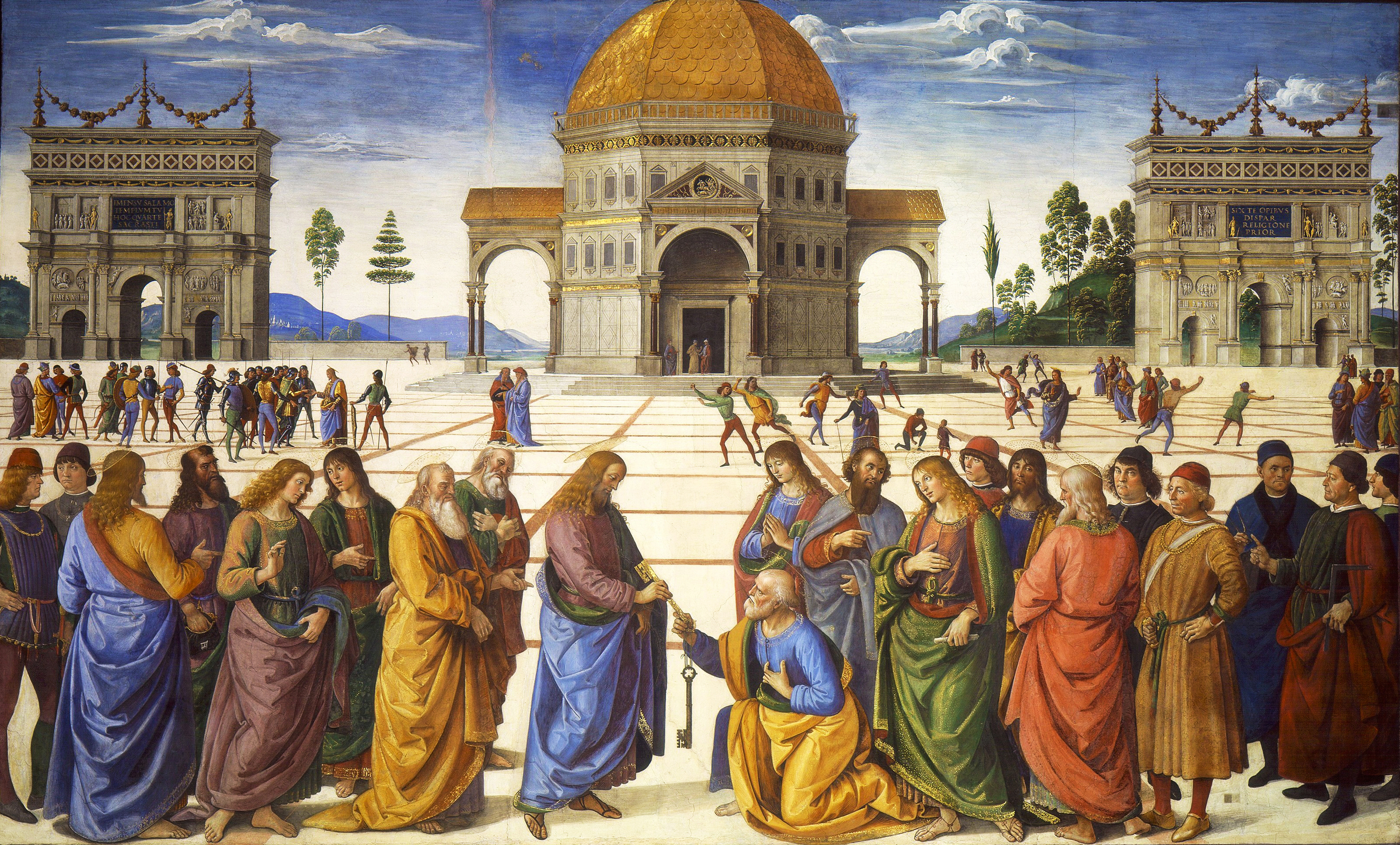
Krisztus átadja a kulcsokat a térdeplő Péternek, Perugino freskója a Sixtus-kápolnáról

A bíborosok két prédikáción vesznek részt: az elsőn mielőtt megkezdődne a konklávé, a másodikon pedig már a Sixtus-kápolnában. Ezeken keretezik az egyház jelenlegi állapotát, és azt, hogy ezekben az időkben milyen pápára van szükség. A konklávé kezdete előtt a bíborosok misén vesznek részt a Szent Péter-bazilikában. Ezután a Cappella Paolinában gyülekeznek, amely az Apostoli Palotában található, és innen indulnak a Sixtus-kápolnába, miközben a mindenszentek litániáját éneklik. Majd ezután a "Veni Creator Spiritus"-t, melynek során megidézik a Szentléleket, és esküt tesznek arra, hogy az eljárást az apostoli alkotmánynak megfelelően folytatják le, ha megválasztják őket, akkor megvédik az Apostoli Szentszéket, hogy titoktartást fogadnak, és hogy világi hatalmak nem befolyásolják őket a választás során. Az esküt a legidősebb bíboros olvassa előre, a többiek pedig utánamondják, az Evangéliumra tett kézzel. Az eskü latinul így hangzik: Et ego [keresztnév] Cardinalis [vezetéknév] spondeo, voveo ac iuro. Sic me Deus adiuvet et haec Sancta Dei Evangelia, quae manu mea tango (Én, [keresztnév] [vezetéknév] bíboros, ígérem, fogadom és esküszöm. Isten segítsen és a szent evangéliumok, amelyet kezemmel érintek.)
Ezután a pápai szertartásmesteri hivatal vezetője felkéri mindazokat, akik nem bíborosok, hogy távozzanak. Ez jelképesen úgy történik, hogy megáll a Sixtus-kápolna ajtajában, és az "Extra Omnes!" (kívülállók, kifelé!) felkiáltást intézi hozzájuk, majd bezárja az ajtót.
Ma már nem kell feltétlenül az ajtóban állnia ehhez, hanem egy mikrofonba is elmondhatja, és ezután zárja be az ajtót. A választást megelőzően akár ő, akár egy másik egyházi főméltóság beszédet intéz a jelenlévőkhöz, amelyben röviden előadja az egyház helyzetét és hogy milyen pápára van szükség, majd távozik. Ezt követően a rangidős bíboros megkérdezi, hogy van-e valakinek egyéb kérdése vagy kételye. Ha nincs, elkezdődik a választás. Ha valaki még esetleg még később érkezne meg, attól függetlenül ő is részt vehet. Ha egy bíboros rosszul lesz vagy fel kell keresnie a mellékhelyiséget, természetesen távozhat és vissza is térhet, de aki más egyéb okból távozik, az többé már nem jöhet vissza.
A múltban a bíborosokat kísérők, úgynevezett konklávisták támogatták, ma már azonban csak ápolók lehetnek jelen, és csak akkor, ha az adott bíboros egészségi állapota ezt szükségessé teszi. Ha szükséges, a választás alkalmával is jelen lehetnek. Jelen van még a Bíborosi Kollégium titkára, két ceremóniamester, a pápai sekrestye két hivatalnoka, és a dékán asszisztense. Ha valaki gyónni szeretne, ebből a célból papok is rendelkezésre állnak. Jelen van még két orvos és egy kisebb személyzet, amely az étkezést és a takarítást intézi. Jelenlétüket a bíboros kamarás és segédei személyesen engedélyezik.
A titoktartást nagyon szigorúan veszik. Tilos bármilyen formában egymással információkat megosztani erről, ahogy tilos bárkivel a konklávén kívül is felvenni a kapcsolatot. Az eskü megszegője, vagy az, aki kihallgatja a bent zajló eseményeket, kiközösítést (excommunicatio) von magára. Rendkívüli, különösen indokolt esetben csak három bíboros érintkezhet a külvilággal, a jelenlévők hozzájárulásával, kizárólag halaszthatatlan feladataik ellátása érdekében: az apostoli penitenciárius, a római egyházmegye megbízott bíborosa, valamint a Vatikán vikáriusa.
Bevett gyakorlat még a választás előtt a Sixtus-kápolnában a különféle megfigyelő- és lehallgatóeszközök utáni kutatás, illetve mivel már előfordult korábban, a személyzet utólagos ellenőrzése, hogy nem épültek-e be közéjük riporterek. A sajtó teljes mértékben ki van zárva, Wi-Fi kapcsolat nincs, továbbá elektronikus zavaróállomásokat is telepítenek a Sixtus-kápolna környezetébe, nehogy bármilyen információáramlás megvalósulhasson.

### A választás
A választás eredetileg három különböző módon történhetett meg:
- A Szentlélek hatására történő közfelkiáltással
- Kisebb (9-15 fő) pápaválasztó csoport meghatározásával, és a csoport döntésének elfogadásával
- Kétharmados többségig tartó többfordulós szavazással
  - Ennek szabályai az idők során változtak. "Több X-es" szavazást használtak például V. Celensztin pápa szabályai szerint 1294 és 1621 között[13], azzal a módosítással, hogy az eredményes választáshoz ekkor is jelenlevők kétharmadának a támogatására volt szükség, ellenkező esetben újabb fordulóra került sor. Ha több jelölt is több, mint kétharmados eredményt ért el, a forduló szintén eredménytelenül zárult.[14]

A mai szabályok szerint már az első nap délutánján lehet tartani egy választást. Ha senkit nem választanak meg ekkor, vagy egyáltalán nem szavaznak, akkor naponta összesen négy alkalommal lehet megtartani: kettőt délelőtt és kettőt délután. Minden választás előtt esküt kell tenni a jelenlévőknek, hogy megtartják a konklávé szabályait. Ha három nap alatt sem jutnak dűlőre, úgy a negyedik napra esetlegesen felfüggeszthetik a procedúrát és imádkozhatnak, és a legidősebb bíboros diakónus szólhat hozzájuk. Ha ezután is eltelik hét sikertelen szavazás, újabb felfüggesztés és a legidősebb bíboros pap következik, újabb hét sikertelen szavazás után pedig a legidősebb bíboros püspök. Ha ezek után is eredménytelen lenne hét szavazás, akkor egy szünnap következik, imádsággal és párbeszéddel. Ezután már csak arra a két jelöltre lehet szavazni, aki a legtöbb szavazatot kapta, és itt is meg kell szerezni a szavazatok kétharmadát.
A szavazás kezdete előtt a ceremóniamesterek előkészítik a szavazólapokat, melyeken az Eligo in Summum Pontificem ("Főpapnak választom") felirat olvasható. Ezekből mindenki legalább kettőt kap, majd a szavazás megkezdése előtt a titkár, a pápai szertartásmesteri hivatal vezetője és a ceremóniamesterek távoznak, és a legfiatalabb bíboros diakónus bezárja az ajtót. Ezt követően sorshúzással választ kilenc embert, akik segítenek a szavazás lebonyolításában. Ha az első két alkalom sikertelenül zárul, úgy ebéd után, délután folytatódik, újabb kilenc ember választásával és eskütétellel. A harmadik sikertelen próbálkozás után jöhet a negyedik is.
A szavazólapokon a bíborosok feltüntetik a jelölt nevét, majd az oltár elé járulnak és elmondják az alábbi esküt: Testor Christum Dominum, qui me iudicaturus est, me eum eligere, quem secundum Deum iudico eligi debere (Krisztus urunk legyen a tanúm, aki ítél felettem, hogy azt választottam, akit Isten szerint meg kell választani.) Ha valamelyik bíboros egészségi állapota miatt nem tud az oltár elé járulni, egy társa viheti magával a céduláját, ha letette az esküt. Ha annyira beteg a bíboros, hogy a szobáját sem tudja elhagyni, úgy a kilenc megválasztott segítő közül három (az úgynevezett infirmarii) mennek a szobájába és az eskü elhangzása után a szavazatát egy dobozba teszik. Ezután megszámolják a szavazatokat úgy, hogy a beteg bíborosok száma és a szavazólapoké stimmeljen. Ha elsőre nem sikerül senkit megválasztani, úgy a második szavazás nyomban megkezdődik. A menetrend délután ugyanez.
A szavazáskor tett eskü csak szóbeli, mert a bíborosoknak már nem kell megjelölni a saját aláírásukkal és jelképükkel a szavazólapot. 1621 és 1945 között ez volt a gyakorlat, és ezt követően a cédulát behajtották, hogy elrejtsék ezeket, majd le is pecsételték - lényegében ez pótolta az esküt. A szavazás tehát félig titkos volt csupán. A pecséteket csak akkor törték fel, ha egy jelölt megkapta a minimális szavazatszámot, azért, hogy a megválasztott személy bizonyosan ne szavazhasson saját magára. 1621 előtt nem kellett esküt sem tenni (csak arra, hogy megtartják a konklávé törvényeit), mindezeket XV. Gergely pápa vezette be annak érdekében, hogy senki ne adhasson le magára mindent eldöntő szavazatot. 1549-ben Reginald Pole bíboros megtagadta, hogy magára adja le a döntő szavazatot, így nem lett pápa, 1492-ben azonban VI. Sándor pápát szinte bizonyosan vesztegetéssel választották meg, ő pedig annak tudatában szavazott saját magára, hogy tudta, mi lesz a várható végeredmény. Az eskütétellel egybekötött szavazás meggyorsította a folyamatot, ugyanis korábban már csak udvariasságból is egymásra szavaztak a bíborosok, és így viszont le lehetett gyorsan szűkíteni a kört a ténylegesen esélyes jelöltekre. A titkos szavazás bevezetésével, 1958 óta, már nincs különösebb akadálya annak, hogy bárki saját magára szavazzon, ha az ő meggyőződése szerint ő lenne a legalkalmasabb a feladatra.

A szavazás után megrázzák az urnát, majd kiveszik és megszámolják a szavazatokat. Ha valamiért nem egyezne meg a leadott szavazatok száma a jelenlévő és a betegség miatt távollévő bíborosok számával, a cédulákat elolvasás nélkül elégetik és új választás kezdődik. Ha mindent rendben találnak, egyesével megvizsgálják a cédulákat és leírják a neveket. Ezt követően felolvassák, hogy ki hány szavazatot kapott.

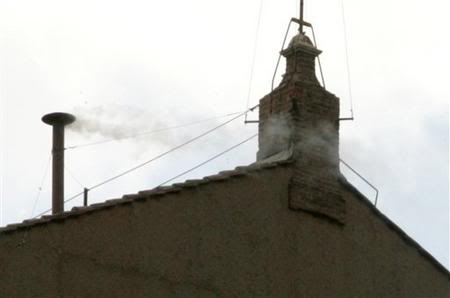
Fehér füst száll fel a Sixtus-kápolna kéményéből 2005. április 19-én.

### A füst
A pápaválasztás egyik fontos kelléke a Sixtus-kápolnában egy öntöttvas kályha és a kályha ideiglenesen megépített kéménye. Az 1800-as éveket megelőzően a sikertelen választást követően égették el a szavazólapokat, tehát ekkoriban még a füst hiánya jelezte azt, hogy sikerrel jártak. Csak 1914-től véglegesült, hogy a sikertelen szavazást a fekete füst, a sikereset a fehér füst jelenti.
Fekete füst esetében a szavazócédulákat nedves szalmán olaj és szurok hozzáadásával égetik el. Amikor azonban a szavazás eredményes, a szavazócédulákat száraz szalmán kóc hozzáadásával égetik el, aminek a hatására fehér füst száll fel a Sixtus-kápolna kéményéből. A fekete, illetve fehér színek egyértelműségének érdekében, vegyi anyagokat is hozzáadnak az égő szalmához: a fekete esetében kálium-perklorát, antracén és kén került felhasználásra, a fehérhez pedig kálium-klorát, laktóz és kolofónium. 2005-től kezdődően a Szent Péter-bazilika harangjai is megszólalnak ekkor.

### Elfogadás és kihirdetés
A választást követően a Bíborosi Kollégium dékánja behívja a kollégium titkárát és a pápai szertartásmesteri hivatal vezetőjét a csarnokba. A dékán ekkor megkérdezi a megválasztott személytől, hogy elfogadja-e a hivatalt (latinul: Acceptasne electionem de te canonice factam in Summum Pontificem?) Az pedig akár azt is mondhatja, hogy nem fogadja el - a gyakorlatban azonban ez úgy működik, hogy a bíborosok már jó előre bejelentik, hogy nem fogják elfogadni, ha esetleg őket választanák.
Ha elfogadja, és már bíboros az illető, akkor azonnal hivatalba is lép. Ha nem lenne még bíboros, akkor először fel kell szentelni. Ha papot választanak pápának, akkor ezt a Bíborosi Kollégium dékánja végzi, ha pedig laikust választanának, akkor először a dékán kinevezi diakónusnak, majd papnak, és csak ezt követően szenteli fel. A dékán ezen feladatkörét átruházhatja az aldékánra, annak akadályoztatása esetén pedig a rangidős bíborosra. 2005-ben magát a dékánt, Joseph Ratzingert választották pápának, 2013-ban pedig, miután mind a dékán, mind az aldékán elmúltak nyolcvan évesek, Giovanni Battista Re bíboros vette át a teendőiket.
533-tól, II. János megválasztásától kezdődően a pápák felvett néven uralkodnak (az ő eredeti neve Mercurius volt, és úgy vélte, hogy egy római istenség neve méltatlan lenne a pápai hivatalhoz). Az utolsó olyan pápa, aki mégis a saját nevét használta, II. Marcell pápa volt. A megválasztást követően a dékán megkérdezi, hogy melyik nevet választotta (latinul: Quo nomine vis vocari?). Ennek bejelentését követően a pápai szertartásmesteri hivatal vezetője mindezeket hivatalos okiratban rögzíti.
A múltban a pápaválasztáson résztvevő bíborosok megemelt trónszékeken ültek, ami a sede vacante idején a bíborosok kollektív hatalomgyakorlását jelképezte.
Miután megválasztották az új pápát, a többiek a sajátjukat leemelték. Ilyen emelt trónszékeket 1963-ban használtak utoljára, 1978-tól kezdve pedig helyhiány miatt már nem is tudták volna újra, mert a bíborosok csak két sorban fértek el.
Az új pápa a bíborosi fejfedőjét átadhatja a titkárnak, amellyel jelképesen előkészíti a bíborossá választását. Erre volt példa 1958-ban, amikor XXIII. János pápa odaadta azt Alberto di Joriónak, vagy épp 2013-ban, amikor Ferenc pápa Lorenzo Baldisserinek.
Ezután az új pápa az úgynevezett Könnyek Szobájába megy, amely egy apró, vörös színű helyiség a Sixtus-kápolna mellett. Nevét onnan kapta, hogy az ide érkezőt mindig áthatják az erős érzelmek. Itt átöltözik: magára ölti a megfelelő méretű fehér reverendát, karinget, és a vörös mozzettát. Magára ölti az aranyszínű mellkeresztet, a vörös és arany színű stólát, és a fehér pápai süveget. 2013-ban Ferenc pápa csak a fehér reverendát és a saját mellkeresztjét viselte, amikor kiállt a tömeg elé, a stólát pedig csak az apostoli áldás idején viselte.
A sikeres pápaválasztást követően a protodiakónus bíboros, a diakónusi rend legrégebben kinevezett tagja a Szent Péter-bazilika erkélyéről latinul mondja a hagyományos mondatokat: Annuntio vobis gaudium magnum: habemus papam! Eminentissimum ac reverendissimum dominum, dominum [keresztnév], Sanctæ Romanæ Ecclesiæ cardinalem [vezetéknév], qui sibi nomen imposuit [pápai név]. (Nagy örömhírt mondok nektek: van pápánk! Őeminenciája és őméltósága [keresztnév] úr, a Szent Római Egyház [vezetéknév] kardinálisa, aki magának a [pápai név] nevet választotta.)
A múltban előfordulhatott, hogy a protodiakónust választották meg pápának, ebben az esetben a rangban alatta következő diakónus ejtette meg a bejelentést. Ez legutoljára 1513-ban fordult elő, amikor Giovanni Medicit választották meg, aki X. Leó néven lett pápa, alatta pedig Alessandro Farnese volt a következő diakónus (később III. Pál pápa). 1878-ban, XIII. Leó pápa bejelentésekor Prospero Caterini protodiakónus pedig annyira lámpalázas lett, hogy képtelen volt elmondani a szavakat, ezért kellett másnak megtennie helyette.
A bejelentést követően a protodiakónus hátralép, majd a segédek kibontanak egy nagy. bíborvörös zászlót, amelyet a bazilika loggiájáról lógatnak le, és általában a közepén megtalálható az előző pápa címere. II. János Pál pápa bejelentésekor például nem volt ilyen, mert I. János Pál olyan rövid ideig pontifikált, hogy nem volt elég idő arra, hogy elkészülhessen egy ilyen zászló. Ferenc pápa bejelentésekor pedig XVI. Benedek pápa még mindig élt, és ezért hagyták ki. XI. Piusz pápa esetében pedig nem nem az elődje, XV. Benedek, hanem IX. Piusz címere volt látható rajta.
Az új pápa ekkor üdvözli először a téren összegyűlt híveket, miközben egy rezesbanda a pápai himnuszt játssza, s ő apostoli áldást oszt. Előfordulhat az is, hogy csak a rövidebb, püspöki áldásra kerül sor, mint 1963-ban VI. Pál pápa esetében.
II. János Páltól kezdődően az új pápa elsőnek a tömeghez szól és csak aztán osztja az áldást. Ferenc pápa pedig legelőször is az elődjéért mondott el egy imát és kérte, hogy tegyenek az emberek is így.
Régebben a triregnum névre is hallgató pápai tiarával is megkoronázták a pápákat, I. János Páltól kezdve azonban ez a gyakorlat megszűnt.

## Szavazatot kapott magyar bíborosok
- Bakócz Tamás esztergomi érsek (1513)
- Gróf Csáky Imre kalocsai érsek (1721)
- Erdő Péter esztergomi érsek (2025)[29]

## 2013-as változtatások
XVI. Benedek pápa 2013. február 25-én közzétett motu proprio apostoli levelében módosított néhány szabályt, hogy visszaállítsa a kétharmados minősített többség elvét az összes lehetséges fordulóban.
A dokumentum rögzíti, hogy az Universi dominici gregis konstitúció 40. és 75. pontjaiban előírtak betartása mellett nem lehet kizárni egyetlen választó bíborost sem a választásból. Ugyan a konstitúció szerint az Apostoli Szék megüresedésétől számított 15 nap múlva lehet kezdeni a konklávét, XVI. Benedek felhatalmazta a bíborosi kollégiumot azzal a joggal, hogy az összes választó bíboros jelenlétének megállapítása után hamarabb is kitűzhetik a konklávé kezdetét. A sede vacante (a pápai szék megüresedésének) kezdete után azonban legfeljebb 20 napon belül mindenképpen meg kell kezdeni a konklávét, a jelen levő bíborosok számától függetlenül.
Amennyiben a konstitúció szerint lefolytatott választásoknak nincs eredménye, akkor a következő napon a bíborosok imádkoznak, elmélkednek és megbeszéléseket folytatnak egymással. Az ezt követő szavazásokon már csak arra a két bíborosra lehet szavazatot leadni, akik a legtöbb szavazatot kapták. Ez a két bíboros nem szavazhat, vagyis passzív marad. A szavazáson kétharmados többséget kell elérni.
A konklávé további szabályait nem változtatta meg XVI. Benedek, tehát a szavazás megtörténte után a diakónus bíboros a megválasztott beleegyezését kéri. A megválasztott igenlő válaszával azonnal (tehát nem a beiktatása időpontjától) a Római egyházmegye püspöke, a püspöki kollégium feje, vagyis pápa lesz, és elnyeri az egyetemes egyház fölötti teljes és legfelső hatalmat.

## További információk

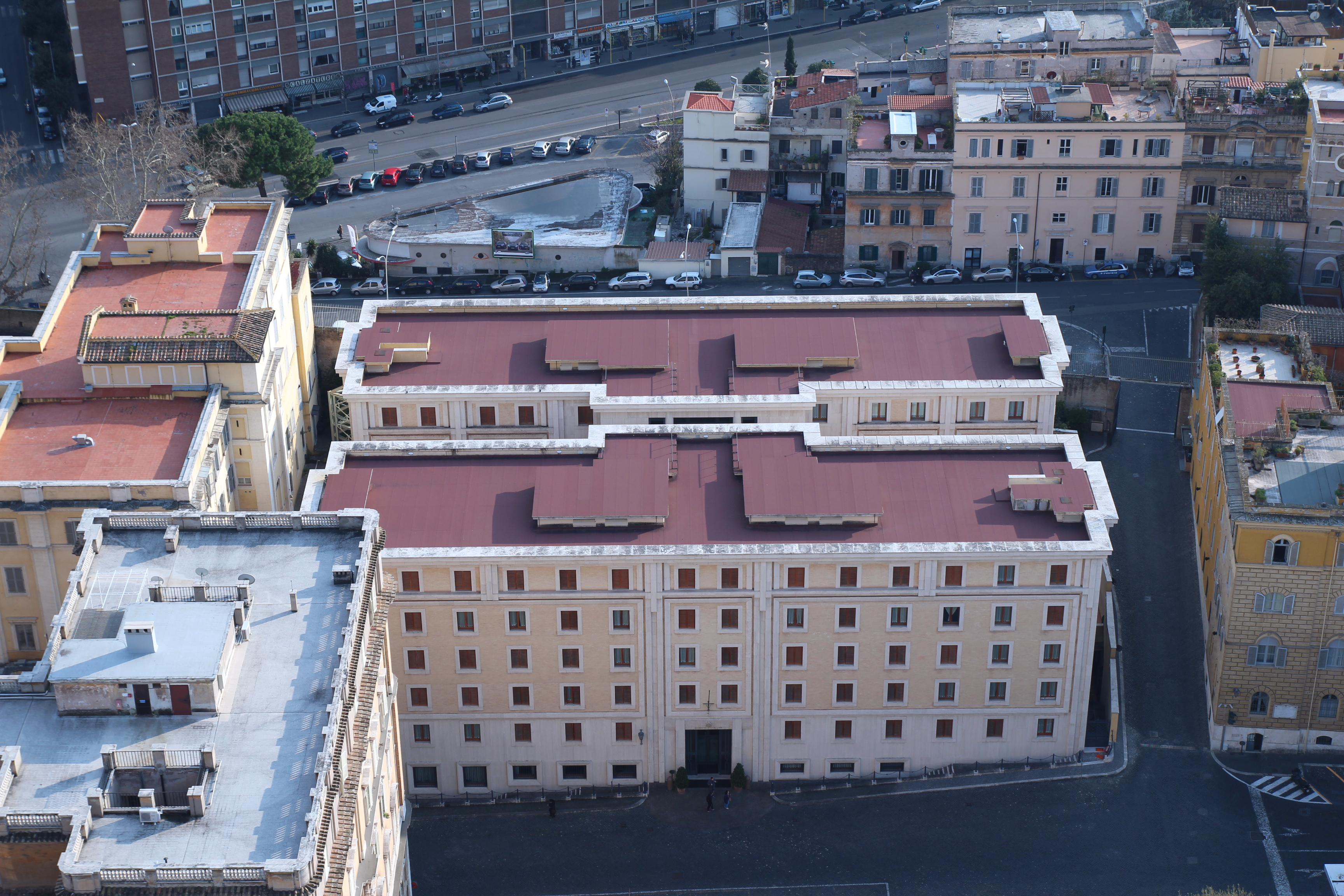
A Domus Sanctae Marthae vendégház, a bíborosok lakhelye a konklávé időszakában